# Little Elm
Little Elm ist eine Stadt im US-Bundesstaat Texas in den Vereinigten Staaten. Sie liegt innerhalb des Denton County und ist eine Vorstadt von Dallas im Dallas-Fort-Worth-Metroplex. Die Einwohnerzahl lag 2020 bei 46.453 Menschen.

## Geografie
Little Elm liegt entlang des nördlichen und östlichen Ufers des Lewisville Lake und umfasst Abschnitte des U.S. Highway 380. Zu seinen Nachbarn gehören Frisco im Osten, The Colony und Hackberry im Süden, Prosper, Aubrey und Providence im Norden sowie Oak Point, Cross Roads und Lakewood Village im Westen.

## Demografie
Nach der Volkszählung von 2020 leben in Little Elm 46.453 Menschen. Die Bevölkerung teilt sich auf in 64,6 % Weiße, 17,9 % Afroamerikaner, 0,5 % amerikanische Ureinwohner, 6,0 % Asiaten, 0,2 % Ozeanier und 5,6 % mit zwei oder mehr Ethnizitäten. Hispanics oder Latinos aller Ethnien machten 22,7 % der Bevölkerung aus. Das mittlere Haushaltseinkommen lag bei 98.803 US-Dollar und die Armutsquote lag bei 5,1 % der Bevölkerung.